# Rein Taaramäe
Rein Taaramäe (født 24. april 1987) er en estisk landevejscykelrytter, der cykler for det professionelle cykelhold Kinan Racing Team.

## Sejre

### 2006
Estisk U23-mester i enkeltstart
GP Ouest-France amatør – U23-udgaven

### 2007
4. etape Circuit des Ardennes

### 2008
To etapesejre Grand Prix du Portugal
6. etape i Tour de l'Avenir

### 2009
Estisk mester i enkeltstart
 Estisk mester i linjeløb

### 2010
3. plads, Volta a Catalunya
7. plads, , Paris–Nice
2. plads  Ungdomskonkurrencen
9. plads, Route du Sud

### 2011
Estisk mester i enkeltstart
Vinder, 14. etape, Vuelta a España
3. plads, Critérium International
Vinder,  Ungdomskonkurrencen
4. plads, Paris–Nice
Vinder,  Ungdomskonkurrencen
12. plads, Tour de France
2. plads  Ungdomskonkurrencen

### 2015
Vinder, Arctic Race of Norway

### 2016
Vinder, 20. etape, Giro d'Italia